# Диванбеги
Диванбеги (перс. دیوان‌بیگی‎) — высшее судебное должностное лицо в Сефевидском государстве, отвечающее за систему правосудия.

## Должность
Диванбеги был чиновником, отвечающим за систему правосудия и главным судебным лицом. Обычно он был известен как «эмир-и диванбеги», а также как «диванбеги» или «диванбеги баши». Диванбеги был мокарребом аль-хаганом и одним из великих эмиров. Такого же мнения придерживались и современные европейские наблюдатели. Для помощи существовала должность наиба. У диванбеги также были посланники двора по его приказу. Его постановления соблюдались во всем государство, и суды губернаторств могли подать апелляцию в его суд. Как и другие члены администрации Сефевидов, диванбеги был не просто придворным или бюрократом. Прежде всего, он был военным, который активно участвовал в кампаниях. Суд рассматривал уголовные дела, такие как грабежи и убийства, по всей стране. Поэтому диванбеги необходимо было информировать обо всех случаях убийств, непредумышленных убийств и нападений, которые имели место во всем государстве. Его юрисдикция не имела границ, и он мог посылать своих офицеров куда угодно. Поскольку только шах мог приговорить кого-либо к смертной казни, такие случаи должны были доводиться до сведения шаха со всей страны. Приговор суда о смертной казни и других формах был узаконен путем вынесения кади юридического заключения, например, вырывание глаза или отрубание рук. Суд был компетентен во всех делах о преступлениях и тяжких преступлениях, в частности в так называемых «четырех тяжких преступлениях», связанных с убийством, изнасилованием, а также в тех случаях, когда требовалось обязательное наказание в виде ослепления и выбивания зубов. В этих случаях предполагалось, что садр также должен был присутствовать. Эти дела рассматривались только судом диванбеги.
Садр-и хассе был вторым судьей в случае конкретных тяжких преступлений, которые он должен был судить с точки зрения шахского или религиозного права. Однако в этом и нижестоящих судах преобладало мнение светского судьи. Это было связано с тем, что исполнительными полномочиями обладало только государство. Следовательно, диванбеги и местные губернаторы, непосредственно, контролировали шариатские или религиозные суды, приговоры которых могли исполняться только светскими властями. Например, шейхульислам из Эривана вынес законный вердикт (хокм-и шари) о смертной казни (хокм-и ваджеб аль-катль), который сначала был проигнорирован бейлярбеем, но позже был окончательно приведен в исполнение, когда был назначен новый губернатор. Что касается изнасилования и случаев, требующих обязательного наказания в виде выбивания зубов и ослепления, предварительное расследование проводилось самим диванбеги без участия садра. Сам допрос проводился сотрудниками садра. Кроме того, все правонарушения, включая действия против общественной безопасности и акты угнетения, рассматривались судом. Диванбеги должен был регулярно инспектировать провинциальные суды, где он рассматривал дела. В случаях притеснений и насилия, если дело проходило примерно в 70 км от города, диванбеги приказывал провести расследование одному из своих подчиненных. В случае более отдаленных мест истец должен был внести авансовый платеж в размере 5 туманов, и в этом случае один из горчу Айрлы отправлялся туда для расследования. Группа Айрлы обладала исключительным правом расследовать дела об убийствах. Деньги за предупреждение и другие доходы использовались диванбеги для оплаты своего персонала. Диванбеги также занимался финансовыми делами в качестве председателя суда, но обычно эти дела передавались великому визирю в случае, если ответчиком был государственный служащий или если речь шла о государственной собственности. Шах Исмаил II, например, приказал диванбеги Султану Ибрагиму Мирзе вместе с Мухаммед-ханом Тохмагом, Мирзой Али Каджаром и великим визирем Мирзой Шюкрюллахом занять свои места в суде и выносить решения как по отдельным делам, связанным с финансовыми проблемами, так и по вопросам, влияющим на благосостояние государства в целом.
Диванбеги не занимался делами, связанными с военнослужащими или религиозными деятелями, дела которых он соответственно передавал начальнику каждого армейского корпуса и садру. Наконец, любая жалоба на должностных лиц могла быть подана ему для представления шаху. Помимо финансовых вопросов и тех, которые касались персонала, служащего под началом высших офицеров диван-и ала (верховного дивана), диванбеги не занимался государственной изменой и другими делами, связанными с высокопоставленными правительственными чиновниками, если только шах не давал на это прямого указания. Если шах хотел наказать и убить чиновника, диванбеги должен был лично явиться, чтобы арестовать и казнить его. Однако в других случаях, кроме государственной измены, обычно высокопоставленных чиновников судил только диванбеги. Например, шах создал комиссию по расследованию с участием двух садров под председательством диванбеги, чтобы разрешить ссору между великим визирем и мустафи аль-мамаликом. Диванбеги также рассматривал дела, связанные с иностранными гостями. 
Административный персонал диванбеги возглавлял визирь дивана. Он присутствовал в суде, когда рассматривались дела дивана, чтобы написать инструкции диванбеги на своих приговорах. Визирь также вел реестр выплат предостережений, с помощью которого издавались приказы о явке людей в суд. Все они перечислялись и передавались в департамент доходов для принятия мер, поскольку эти деньги использовались для выплаты заработной платы сотрудникам дивана. Кроме того, существовал судебный секретарь, который должен был представлять все повестки, выданные залу суда. Сотрудники следственных и правоохранительных органов, работающие в суде диванбеги, были обычными адъютантами (ясавулами), которые состояли как из резервных, так и из постоянных подразделений этой группы. Они также использовались для расследования дел по приказу диванбеги. Только Айрлы горчу расследовали дела об убийствах. Диванбеги, или губернатору, дополнительно помогали несколько офицеров, вооруженных дубинкой или мечом. Чтобы арестовать кого-либо, обычно посылали гуляма или шахского раба, прикрепленного к канцелярии губернатора.
Если диванбеги решал принять меры по жалобе, вместе с истцом отправлялся гонец в сопровождении доверенного придворного к резиденции губернатора. Судья был уполномочен расследовать жалобу, принять решение по данному вопросу и вынести свой собственный вердикт. В очень серьезных делах доверенный придворный, расследовав дело, сообщал о своих выводах королевскому двору, где сам шах решал, что нужно делать. По словам Сансона, было очень трудно рассматривать такие жалобы, потому что истец должен был заплатить деньги за предупреждение, которых он лишился бы, если дело было возбуждено против него. В случае с менее важными лицами, то есть с населением в целом, диванбеги посылал кого-нибудь из своих людей, например гуляма, чтобы обвиняемый предстал перед ним или арестовал его. В случае подозрительной смерти гассалбаши исследовал труп по указанию диванбеги, которому он сообщал о своих находках. Гассалбаши имел право голоса при назначении и увольнении мойщиков мертвых и могильщиков.
В случае подачи жалобы сотрудники магистрата приводили обвиняемого, и, если его обвиняли в совершении преступления, его немедленно избивали и просили признаться. Затем его вели к мировому судье, который должен был допросить обвиняемого и вынести вердикт. В случае публичной драки или стычки полиция или другие сотрудники правоохранительных органов немедленно вмешивались и без какой-либо дискриминации били всех участников. В более формальных случаях судебное разбирательство не так уж сильно отличалось от тех, которые преобладают в современной Европе. Согласно Шардену, сефевидские суды редко применяли пытки. Без каких-либо признаний обвиняемые могли свободно уйти.

## История
Функция диванбеги существовала ещё во времена Сельджуков и его обладатель был известен как «эмир-дад» или «эдад-бег». Во времена Тимуридов диван также управлялся диванбегом или «эмир-диваном» как и в Ак-Коюнлу. С самого начала эпохи Сефевидов диванбеги был одним из ведущих эмиров. Сначала на эту должность были назначены члены ахл-и ихтисаса (Хадим-бек Талыш, Бейрам-бек Караманлы), а сразу после Чалдыранской битвы в 1514 году на этот пост был назначен сын последнего — Хусам-бек. Иногда эмир-и-диван даже повышался до ранга регента шаха или вакила аль-салтане. Тахмасиб I, следуя примеру своего отца, назначил вали Лара, Ибрагим-хана эмиром дивана в 1541 году. С момента основания династии Сефевидов губернаторы Лара были данниками шаха с титулом эмири-диван. В 1550 году Масум-бек Сефеви, который был мотавалли и горчубаши, стал эмиром и был назначен диванбеги с Кашаном в качестве тибля. Он оставался диванбеги в течение четырех лет и ставил свою печать на зарегистрированных и незарегистрированных указах. В 1576 году Исмаил II назначил своего племянника Ибрагима Мирзу диванбеги. Вскоре после этого эта функция была передана Шахрух-хану Зулькадару, который был сторонником шаха. Эмир Хамза-хан Диванбегибаши Устаджлы также был одним из ведущих эмиров. 
Диванхана не была крупным зданием, на самом деле это была всего лишь палатка во времена Исмаила I. Аналогичная ситуация всё ещё существовала при Тахмасибе I. При Исмаиле II шахский суд каждый день заседал в зале суда (дивани-адалет), который шах специально построил у ворот дворца Чехель Сотун в Казвине, чтобы расследовать жалобы людей и принимать решения. Аббас I обычно вершил правосудие, стоя у ворот своего дворца. Центральная диванхана имела свои аналоги с местами пребывания правительства в различных административных юрисдикциях. Во времена Шардена дом диванбеги находился недалеко от ворот Лонбана. В указе от 1657—1658 годов говорится, что диванбеги должен сидеть с садром каждый день до полудня для рассмотрения дел. Однако все европейские путешественники утверждают, что это было не так. Они сообщают, что судебные дни приходились на понедельник и четверг и проходили недалеко от шахского двора в официальном здании у ворот.

## Список диванбеги
| Имя                              | Начало полномочий | Конец полномочий |
| -------------------------------- | ----------------- | ---------------- |
| Байрам-бек Караманлы             | 1501              | 1514             |
| Хусам-бек Караманлы              | 1514              | ?                |
| Эмир Харун                       | 1514              | ?                |
| Кёпек Мустафа султан             | 1524              | ?                |
| ?                                | ?                 | ?                |
| Мухаммед-хан Текели              | 1543              | ?                |
| ?                                | ?                 | ?                |
| Ибрагим-хан                      | 1541              | 1557             |
| Масум-бек Сефеви                 | 1550              | ?                |
| Бадр-хан                         | 1551              | ?                |
| Ибрагим-хан                      | 1554              | 1566             |
| ?                                | ?                 | ?                |
| Ибрагим Мирза                    | 1576              | ?                |
| Шахрух-хан Зулькадар             | 1576              | ?                |
| Эмир Хамза-хан Устаджлы          | 1578              | ?                |
| ?                                | ?                 | ?                |
| Салман-хан                       | 1582              | ?                |
| Алигулу-хан Гардашуллах Устаджлы | 1585              | ?                |
| Исмаилгулу-хан                   | 1586              | ?                |
| Бекташ-хан Афшар                 | 1588              | ?                |
| Хан Мухаммед                     | 1602              | ?                |
| Алигулу-хан                      | 1605              | 1624             |
| Ага-бек                          | 1624              | 1627             |
| Келбали-бек                      | 1627              | 1629             |
| Рустам-бек                       | 1629              | 1635             |
| Алигулу-бек                      | 1635              | 1642             |
| Муртузагулу-хан Шамлы            | 1642              | 1645             |
| Угурлу-бек Зиядоглу Каджар       | 1645              | 1657             |
| Сефигулу-бек                     | 1657              | 1663             |
| Эйваз-бек                        | 1663              | ?                |
| Аббасгулу-бек                    | 1663              | 1666             |
| Мухаммедгулу-хан                 | 1666              | ?                |
| заменён мирабом                  | 1666              | ?                |
| Абулгасым-бек Шамлы              | 1670              | ?                |
| Мухаммед Хасан                   | 1673              | ?                |
| Зейнал-хан                       | ?                 | 1680             |
| В 1682 году не было диванбеги    |                   |                  |
| ?                                | ?                 | ?                |
| Рустам-бек                       | 1691              | 1692             |
| Муса-бек                         | 1692              | 1696             |
| Али Мардан-хан                   | 1696              | ?                |
| Яр Мухаммед                      | 1697              | ?                |
| Сефигулу-бек                     | 1697              | ?                |
| Леван Мирза                      | 1700              | ?                |
| ?                                | ?                 | ?                |
| Сефигулу-хан                     | 1712              | 1715             |
| Исмаил-бек                       | 1715              | 1716             |
| Джафар-хан                       | 1716              | ?                |
| Сефигулу-хан                     | 1716              | ?                |
| Мухаммедгулу-хан                 | 1718              | 1720             |
| Раджаб Али-хан                   | 1720              | 1722             |
| Мухаммедгулу-хан                 | 1732              | ?                |